# Chavanay
Chavanay település Franciaországban, Loire megyében. Lakosainak száma 2886 fő (2022. január 1.). Chavanay Saint-Alban-du-Rhône, Saint-Clair-du-Rhône, Saint-Maurice-l’Exil, Bessey, Chuyer, Malleval, Pélussin, Saint-Michel-sur-Rhône és Saint-Pierre-de-Bœuf községekkel határos.

## Népesség
A település népességének változása:
| Lakosok száma | 1710 | 1857 | 2071 | 2679 | 2848 | 2889 | 2885 | 2897 | 2885 | 2886 |
|               | 1968 | 1982 | 1990 | 2006 | 2013 | 2015 | 2017 | 2019 | 2020 | 2022 |